# Wytwórnia Dźwięków Trrrt
Wytwórnia Dźwięków Trrrt – nazwa formacji kabaretowej związanej z Zielonogórskim Zagłębiem Kabaretowym, produkującej krótkie skecze radiowe zwane „pchełkami”. 
Utworzyli ją byli członkowie kabaretu Potem: Władysław Sikora i Joanna Kołaczkowska, udział w pchełkach brał także Adam Pernal. Skecze wytwórni były emitowane w radiowej Trójce.